# Jangamarhalli, Manvi
Jangamarhalli là một làng thuộc tehsil Manvi, huyện Raichur, bang Karnataka, Ấn Độ.